# Karl Alexander af Württemberg
Karl Alexander af Württemberg (24. maj 1684 – 12. marts 1737) var hertug af Württemberg fra 1698 til sin død.
Karl Alexander var søn af hertug Friedrich Karl af Württemberg-Winnental og dennes kone Eleonore Juliane af Brandenburg-Ansbach. Han blev uddannet ved Tübingen Universitet og trådte senere ind i militærtjenesten. Han steg i graderne og blev generalfeltmarskal og leder af det württembergske militær.
I 1710 efterfulgte Karl Alexander sin far som hertug af Württemberg-Winnental. Han blev senere hertug af hele Württemberg, da han forenede de forskellige württembergske territorier under sin regeringstid. Han var kendt for sin effektive regering og arbejdede på at modernisere Württemberg og fremme landets økonomi, industri og infrastruktur.
Karl Alexander gjorde betydelige fremskridt inden for landbrug, minedrift og handel og sørgede for udviklingen af byer som Stuttgart og Ludwigsburg. Han støttede også kunst og kultur og etablerede det berømte Ludwigsburg Palads, som blev et centrum for kunstnerisk og intellektuel aktivitet.
Hertugens regeringstid var også præget af militære konflikter, herunder den østrigske arvefølgekrig. Karl Alexander deltog personligt i kampene og førte sit militær mod forskellige fjender.
Karl Alexander blev beskrevet som en progressiv og reformorienteret leder. Han implementerede sociale reformer for at forbedre livsbetingelserne for sine undersåtter og arbejdede på at styrke Württembergs position i det tyske rige.

Hertug Karl Alexander af Württemberg efterlod sig en arv som en dygtig regent og en forkæmper for modernisering og udvikling. Han var respekteret både af sine undersåtter og af andre herskere i Europa. Hans indflydelse kan stadig ses i det moderne Württemberg, hvor mange af hans projekter og initiativer har efterladt et varigt præg.

## kilder
Der er for få eller ingen kildehenvisninger i denne artikel, hvilket er et problem. Du kan hjælpe ved at angive troværdige kilder til de påstande, som fremføres i artiklen.